# The Plimsouls
The Plimsouls – amerykańska grupa rockowa z lat 80.

## Historia
Zespół powstał w 1979 roku pod nazwą Tone Dogs w składzie: Peter Case (śpiew, gitara) grający poprzednio w The Nerves, Lou Ramirez (perkusja), Dave Pahoa (gitara basowa) oraz Eddie Munoz (gitara). Debiutancki album EP, Zero Hour, ukazał się w 1980 roku nakładem własnej wytwórni Beat Records. Rok później zespół wydał album The Plimsouls dzięki wytwórni Planet, jednak poprzez słabą sprzedaż albumu zespół podpisał kontrakt z Geffen Records. Efektem był singel „A Million Miles Away” oraz drugi album Everywhere at Once.
Wkrótce po nagraniu albumu zespół rozpadł się, a Peter Case rozpoczął karierę solową. Dyskografię zespołu uzupełnił koncertowy album Live In America wydany w 1988 przez firmę Fan Club. Okazjonalnie zespół reaktywował się, czego owocem był album Kool Trash.

## Dyskografia
- The Plimsouls (1981)
- Everywhere at Once (1983)
- Live in America (1988)
- Kool Trash (1998)